# Генріх Елькер
Генріх Елькер (нім. Heinrich Oelker; 27 квітня 1910, Бремен — 4 лютого 1999, Марктобердорф) — німецький офіцер, майор вермахту. Кавалер Лицарського хреста Залізного хреста.

## Нагороди
- Залізний хрест 2-го і 1-го класу
- Хрест Воєнних заслуг 2-го класу з мечами
- Штурмовий піхотний знак
- Нагрудний знак «За поранення» в чорному
- Медаль «За зимову кампанію на Сході 1941/42»
- Лицарський хрест Залізного хреста (26 березня 1944)